# Mahencyrtus ranchiensis
Mahencyrtus ranchiensis is een vliesvleugelig insect uit de familie Encyrtidae. De wetenschappelijke naam is voor het eerst geldig gepubliceerd in 1994 door Fatima & Shafee.